# Arlena Witt
Arlena Witt (ur. 4 marca 1980 w Zabrzu) – polska osobowość internetowa, autorka książek, nauczycielka i twórczyni edukacyjnego programu Po Cudzemu w serwisie YouTube, gdzie uczy języka angielskiego.

## Życiorys
Jest absolwentką II Liceum Ogólnokształcącego w Zabrzu w klasie o kierunku matematyczno-fizycznym. Ukończyła filologię angielską na Uniwersytecie Śląskim w Katowicach. Od 1999 uczy języka angielskiego. Do 2015 prowadziła blog wittamina.pl.
W 2015 roku rozpoczęła nagrywanie programu Po Cudzemu na kanał Arlena Witt na YouTube. Podejmuje na nim głównie tematykę języka angielskiego, w prosty sposób tłumacząc trudne zagadnienia i jednocześnie popularyzując angielszczyznę wśród Polaków. Pierwszy odcinek o tytule I’m from Poland. Holland? do kwietnia 2025 doczekał się ponad 1,3 miliona wyświetleń, zaś kanał osiągnął liczbę 0,526 miliona subskrybentów. Od 2021 roku Witt tworzy podcast PoCudzeMovie, gdzie opowiada o filmach, z których uczy angielskiego.
W 2017 – we współpracy z wydawnictwem Altenberg – wydała debiutancką książkę pt. Grama to nie drama, w której wytłumaczyła zasady gramatyczne języka angielskiego. W 2019 do sprzedaży trafiła jej książka pt. Władaj i gadaj, w której podjęła temat angielskiego słownictwa. W 2023 nagrała audiobook do angielskich słówek o tytule Gadaj ze mną. W 2024 wydała książkę dla dzieci pt. Rozkminki Inki.
W 2025 została członkinią zespołu tworzącego nową podstawę programową dla nauczania języków obcych nowożytnych w klasach IV–VIII szkoły podstawowej.

## Życie prywatne
Ma brata. W 2018 wyszła za Wojciecha Wiemana, z którym od 2020 ma syna urodzonego poprzez procedurę in vitro. W tym samym roku wyznała, że kilka lat wcześniej poroniła ciążę.
Jest po psychoterapii. W 2020 na swoim kanale opublikowała film, w którym przekazała, że jakiś czas wcześniej dokonała aktu apostazji. Mieszka w Warszawie.

## Publikacje
- Grama to nie drama (wyd. Altenberg, 20 września 2017, ISBN 9788394871222) – 100 rozdziałów poruszających 100 różnych zagadnień dotyczących angielskiej gramatyki. Książka sprzedała się w ponad 150 tys. egzemplarzy[17].
- Władaj i gadaj (wyd. Altenberg, 17 września 2019, ISBN 9788395235436) – książka dotycząca angielskiego słownictwa, zawierająca 40 rozdziałów i ponad 7000 wyrazów i wyrażeń używanych na co dzień, sprzedana w ponad 100 tys. egzemplarzy[18].
- Rozkminki Inki (wyd. Altenberg, 9 października 2024, ISBN 9788367500197 – książka dotycząca języka angielskiego dla dzieci[19].